# Tamuning

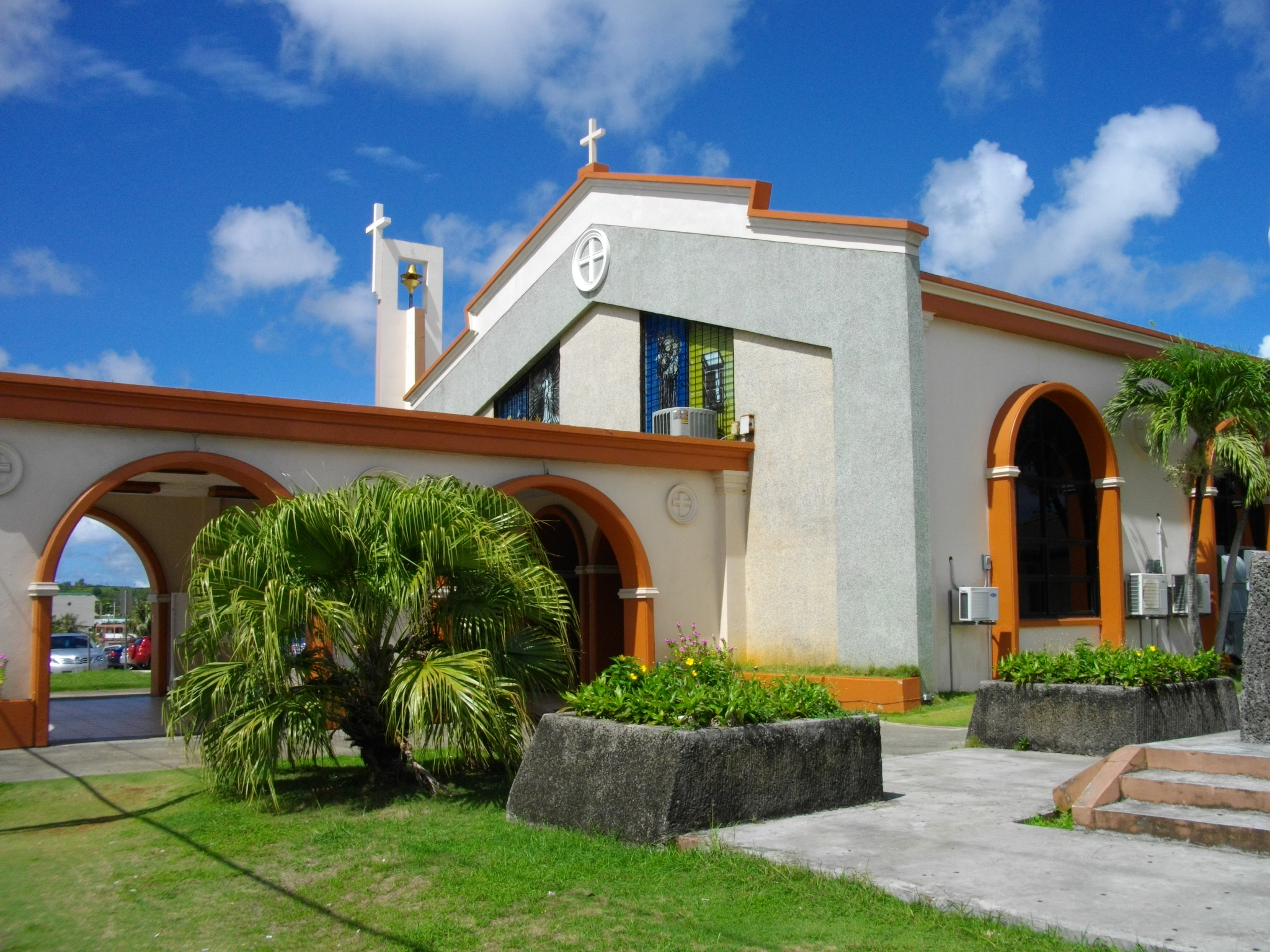
Iglesia católica de San Antonio en Tamuning

Tamuning es una Municipalidad en la costa oeste de Guam, territorio no incorporado de los Estados Unidos. La localidad homónima es el centro de la actividad económica de la isla: se encuentran en ella un centro turístico y un parque industrial. Su localización privilegiada en la Ruta del Cuerpo de Marines incidió en su desarrollo.
La localidad es próxima al Aeropuerto Internacional Antonio B. Won Pat.  El Fuerte Juan Muña, en Harmon, es una instalación de la Guardia Nacional del Ejército de Guam .
El Hospital Memorial de Guam, único hospital civil operado por el gobierno de Guam, se encuentran en Tamuning/Tumón, así como el único centro de maternidad privado de la isla.

## Etimología

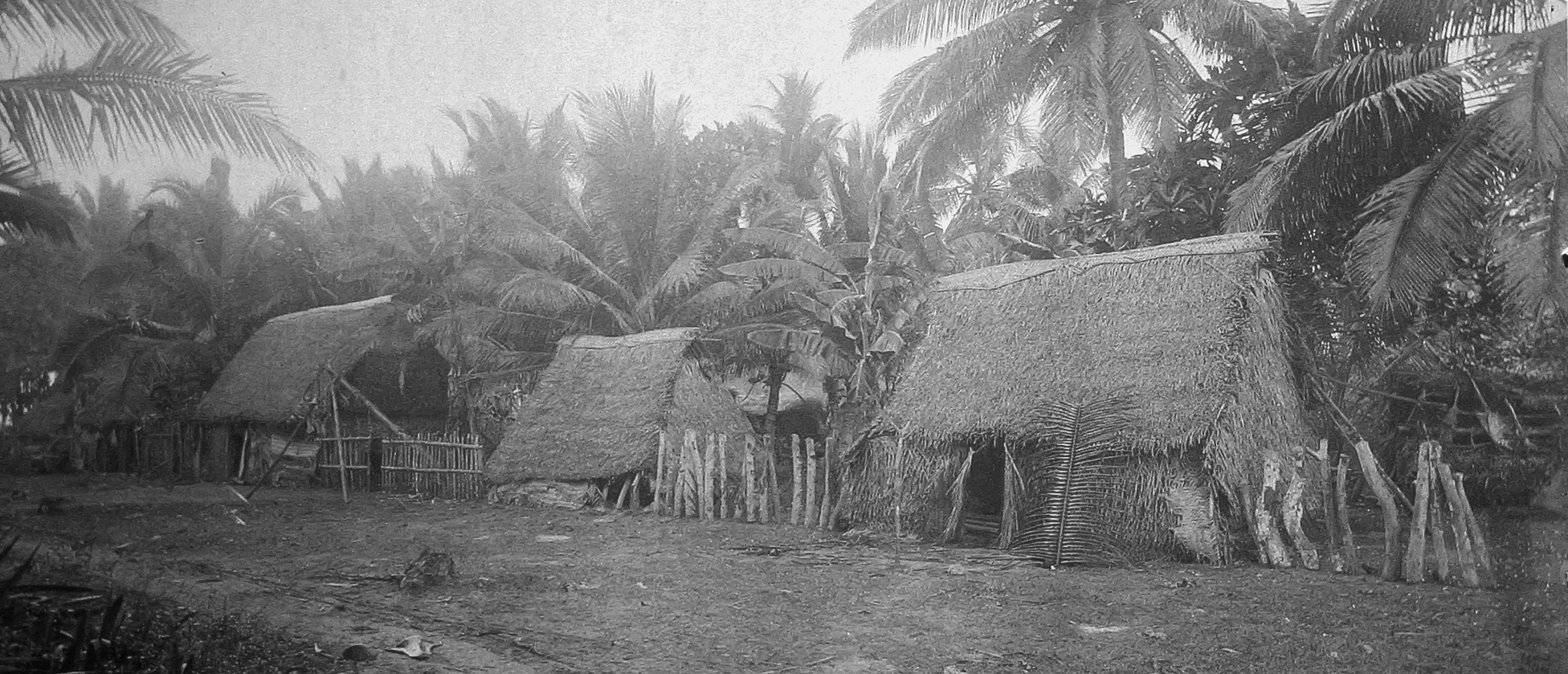
Casas de carolininos, posiblemente en Tamuning, en 1899 o 1900

La antigua palabra chamorro para Tamuning era Apurgan o Apotgan. "Tamuning" es una palabra caroliniana que se le dio a la zona donde los carolinianos se asentaron después de que un terremoto el 25 de enero de 1849, cerca de Guam, provocara un tsunami que devastó Lamotrek y Satawal . Posiblemente sea el nombre del clan de un jefe caroliniano, aunque la administración estadounidense trasladó a los carolinianos a Saipán a principios del siglo XX. La zona también se llamaba María Cristina en el siglo XIX. 

## Geografía
El gobierno federal de los Estados Unidos es propietario de tierras locales; el Gobierno de Guam afirma que es una de varias aldeas que "se caracterizan principalmente por la gran proporción de tierra propiedad del gobierno federal". 

## Economía

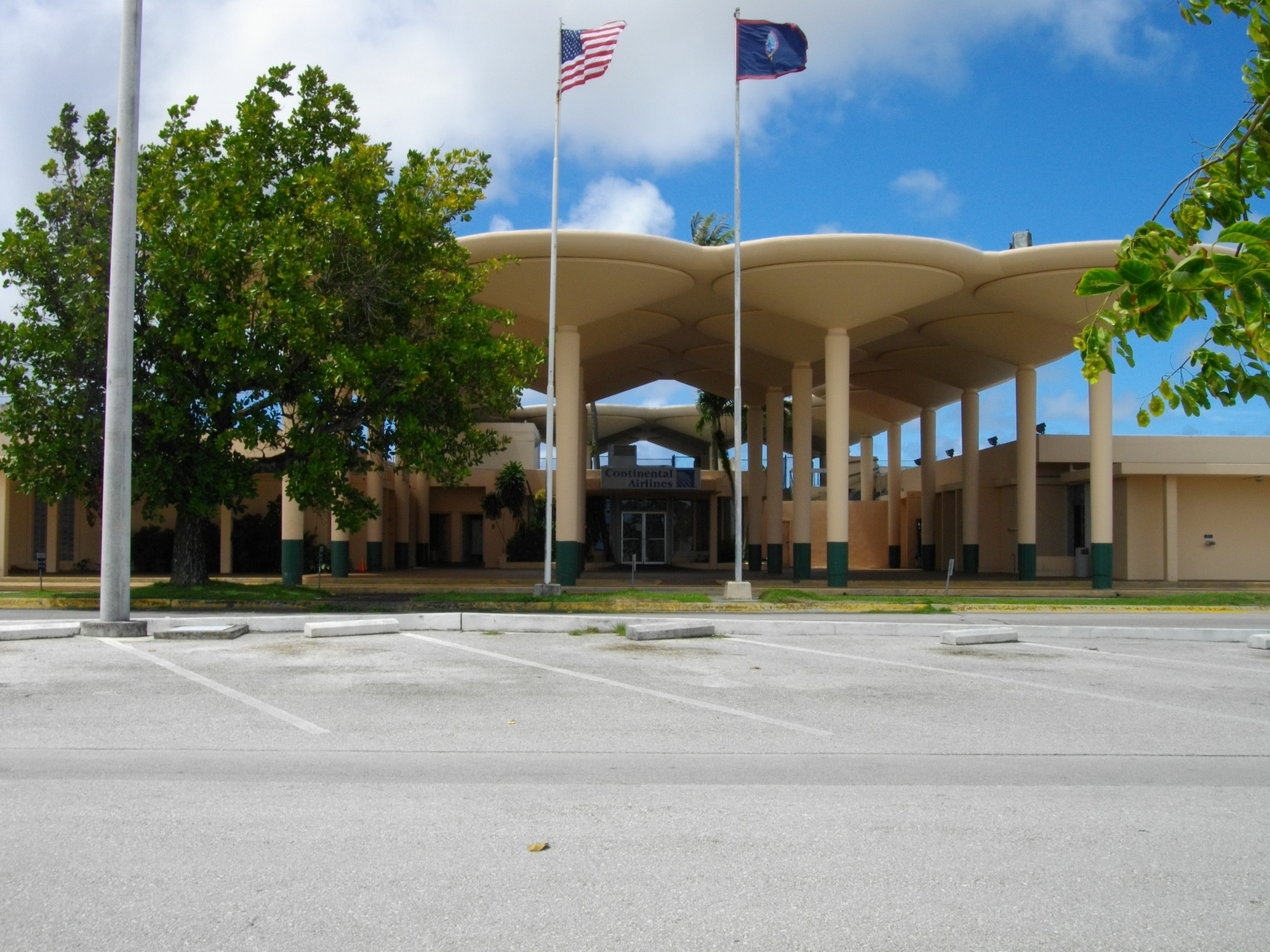
Antigua terminal del Aeropuerto Internacional Antonio B. Won Pat - Sede de Micronesia Continental

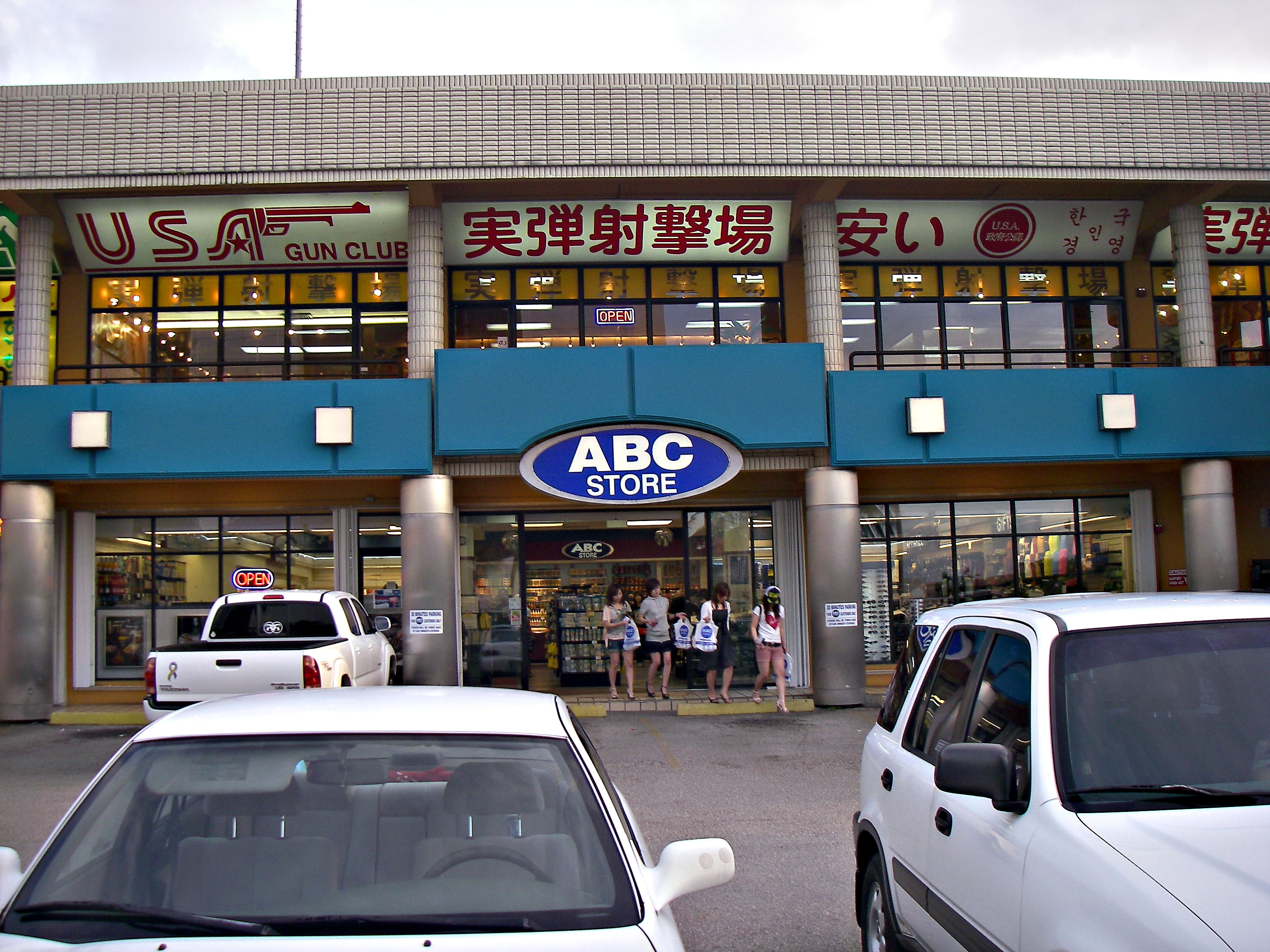
Una tienda de la cadena de tiendas hawaiana ABC en Tamuning, Guam, en 2009

Además del distrito turístico, el municipio alberga el Guam Premier Outlets, uno de los tres principales centros comerciales de la isla. United Airlines, con alrededor de 1.400 puestos de trabajo, es el mayor empleador de Guam. teniendo su sede en el antiguo edificio de la terminal del Aeropuerto Internacional Antonio B. Won Pat. 

## Demografía
La Oficina del Censo de EE. UU. divide al Municipio en cuatro puntos censales : Tamuning,  Apotgan,  Harmon Industrial Park,  Oka,  Tumon,  y Upper Tumon. 
| 1960                                    | 5,944  |  | — |
| 1970                                    | 10,218 |  |   |
| 1980                                    | 13,580 |  |   |
| 1990                                    | 16,673 |  |   |
| 2000                                    | 18,012 |  |   |
| 2010                                    | 19,685 |  |   |
| 2020                                    | 18,489 |  |   |
| Fuente: Gobierno de los Estados Unidos. |        |  |   |

## Infraestructura y gobierno

### Gobierno de Guam
Tienen sede en Tumón:
El Departamento de Gestión de Tierras de Guam y la Autoridad de Desarrollo Económico de Guam tienen su sede en el edificio del Centro de Comercio Internacional de Guam (ITC).  
La Autoridad de Energía de Guam. 
El Departamento de Salud Mental y Abuso de Sustancias de Guam, frente al Guam Memorial Hospital .  

### Gobierno Federal de los Estados Unidos
El Servicio Postal de los Estados Unidos opera la oficina de correos de local en el 143 de la avenida Edward T. Calvo. 

## Clima
Según la clasificación climática de Köppen, la zona presenta un clima de selva tropical . Si bien la ciudad experimenta una temporada notablemente más seca de febrero a abril, no tiene una verdadera temporada seca ya que todos los meses promedian más de 60 mm (2,4 plg) de precipitación. El promedio de precipitación anual es de unos 2300 mm (90,6 plg) de precipitación anual, manteniéndose temperaturas relativamente constantes a lo largo del año.

## Educación

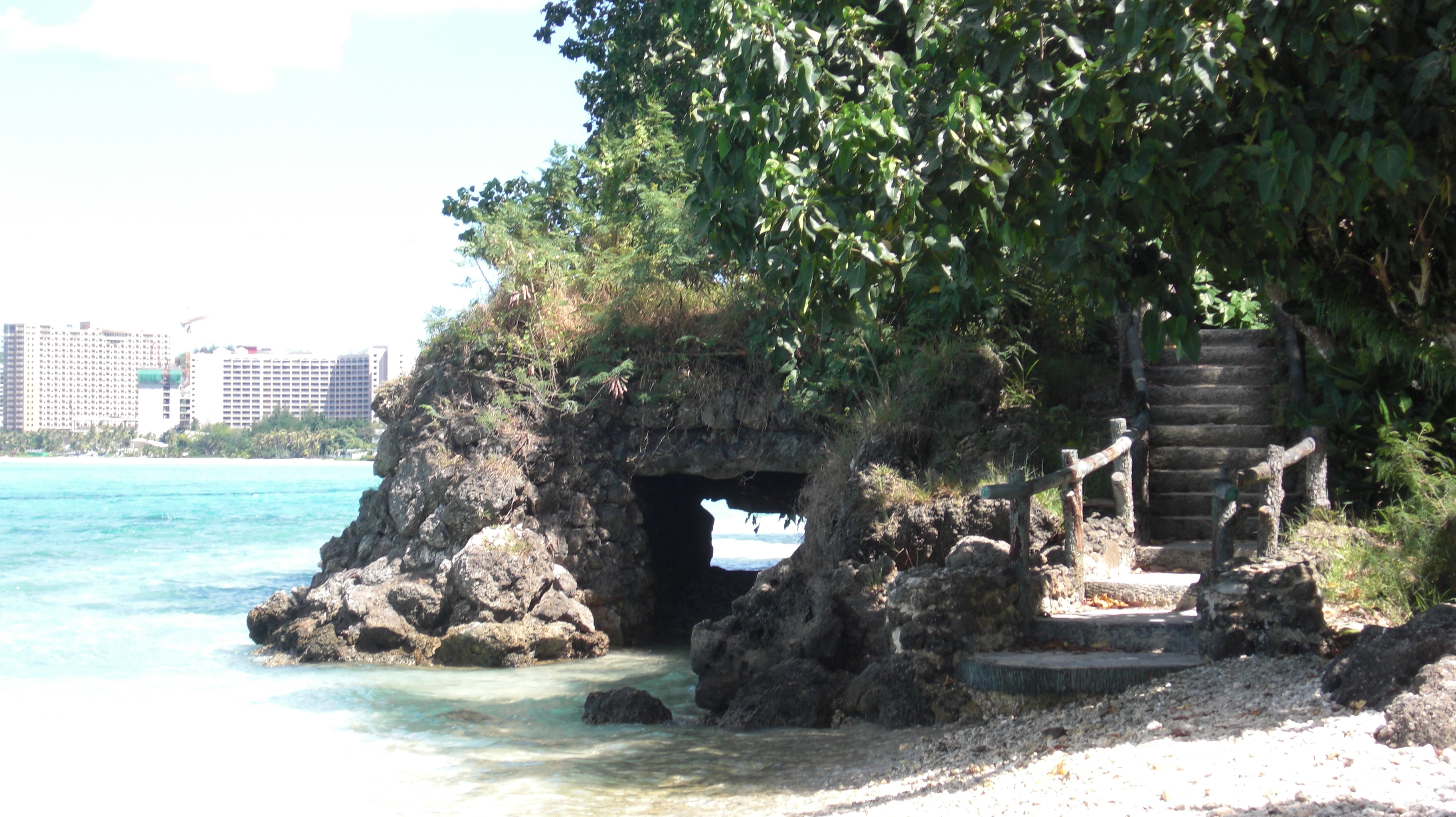
Camino junto a las fortificaciones costeras de la ocupación japonesa de Guam

### Escuelas primarias y secundarias

#### Escuelas públicas[16]

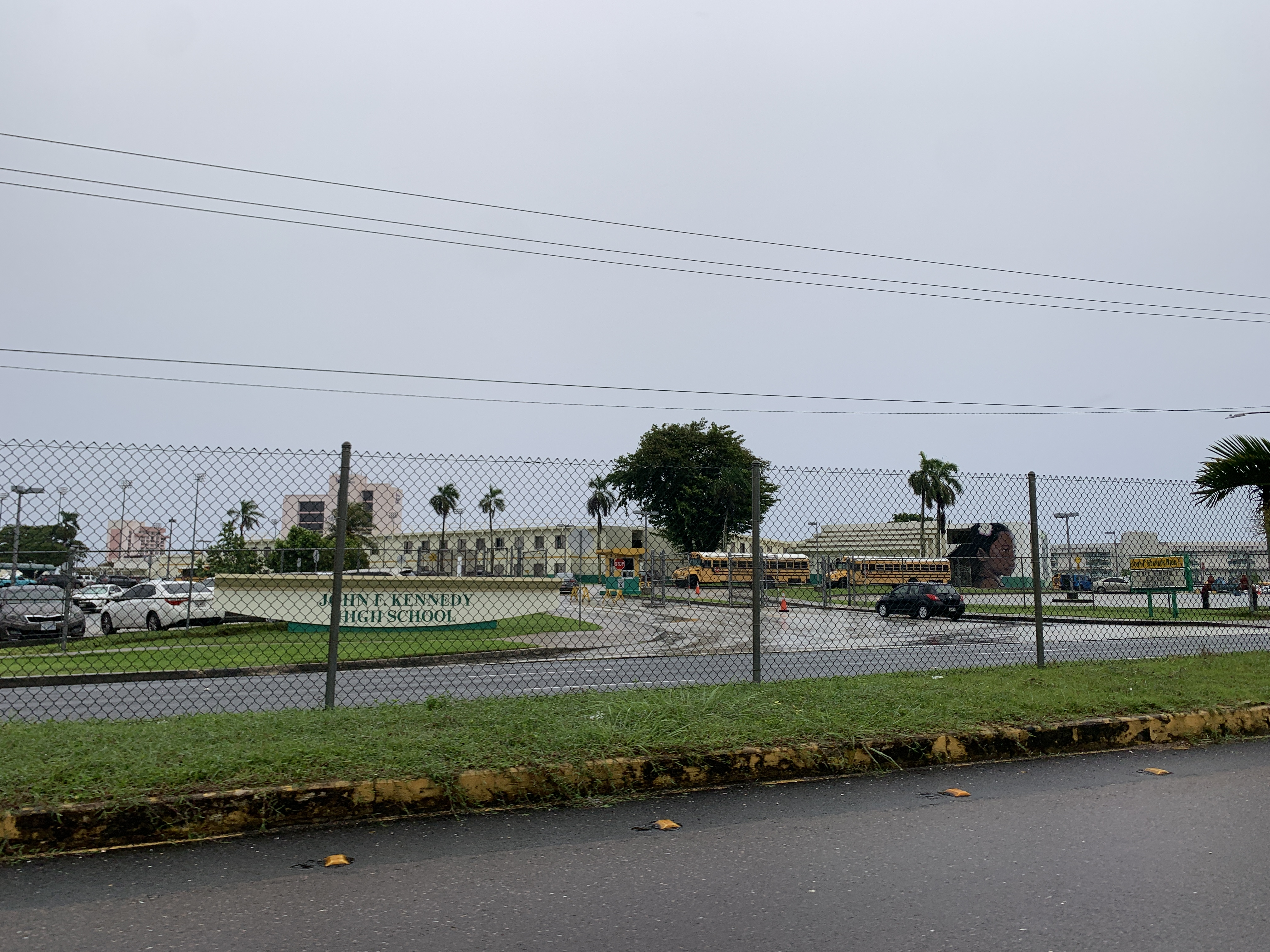
Escuela secundaria John F. Kennedy

- Escuela primaria Chief Brodie Memorial (Tamuning)
- Escuela primaria Lyndon B. Johnson (Tamuning)
- Escuela Primaria Tamuning (Tamuning)
- Escuela Secundaria José LG Ríos ( Piti )
- Escuela secundaria John F. Kennedy (Tamuning)

En lo que respecta a la Actividad Educativa del Departamento de Defensa (DoDEA), Tamuning se encuentra en la zona de transporte escolar para las escuelas primaria y media Andersen, mientras que la escuela secundaria de Guam es la única de su tipo que el DoDEA tiene en la isla. . 

#### Escuelas privadas
- Escuela St. John
- Colegio Sant Anthony

## Diplomacia

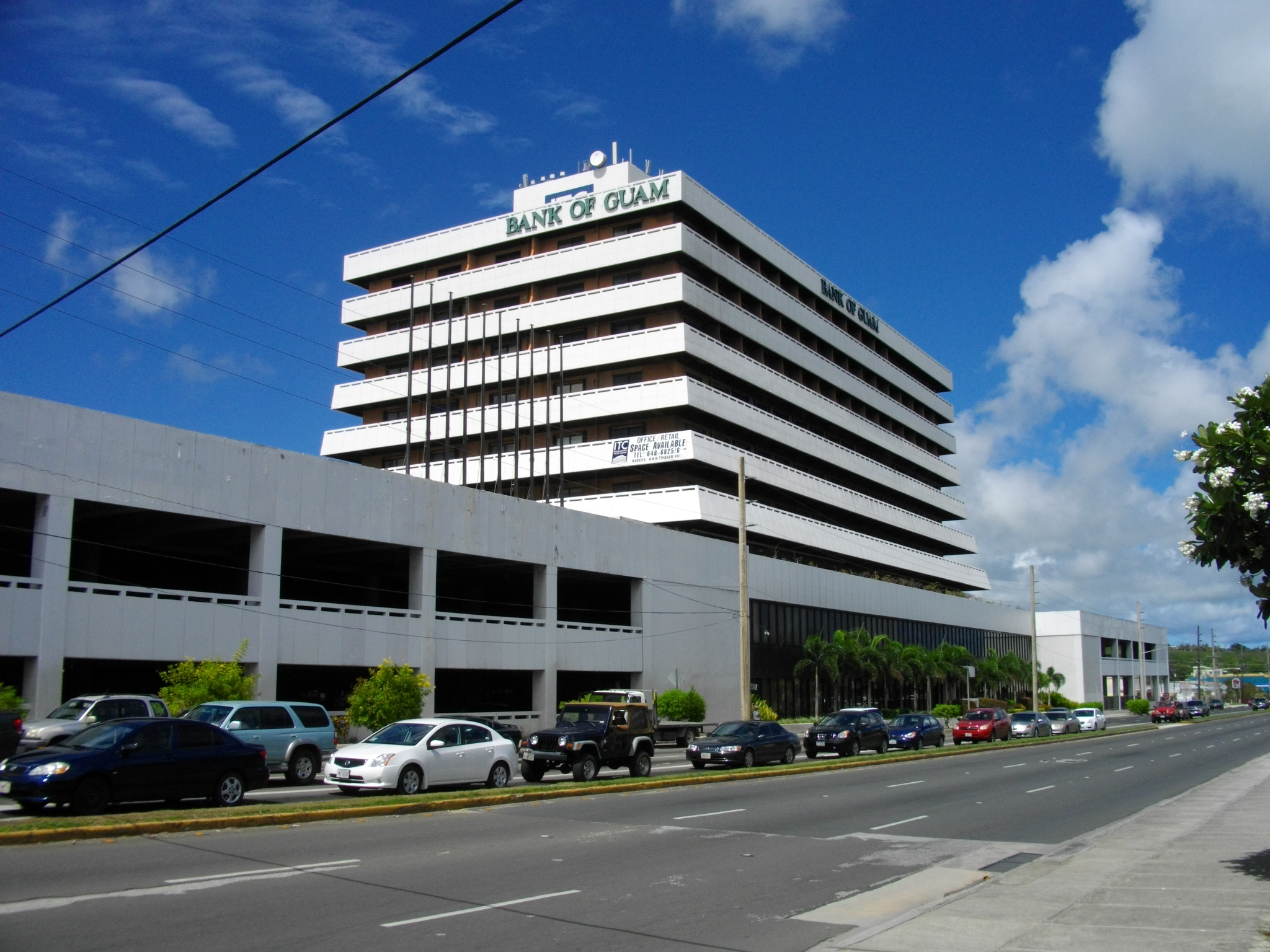
El edificio del Centro de Comercio Internacional de Guam (ITC) en la esquina suroeste de Marine Corps Drive (Ruta 1) y Chalán San Antonio (Ruta 14)

Cinco países mantienen consulados en la localidad,  cuatro de los cuales están ubicados en el emblemático edificio Guam ITC en 590 South Marine Corps Drive.     Ellos son:
- Estados Federados de Micronesia (Suite 613B, ITC Building)[19]
- Japón (Suite 604A, ITC Building)[20]
- Palaos (Suite 615B, ITC Building)[21]
- Filipinas (Suite 601A, ITC Building)[22]
- Corea del Sur (125C Tun Jose Camacho Street)[23]

## Gobierno

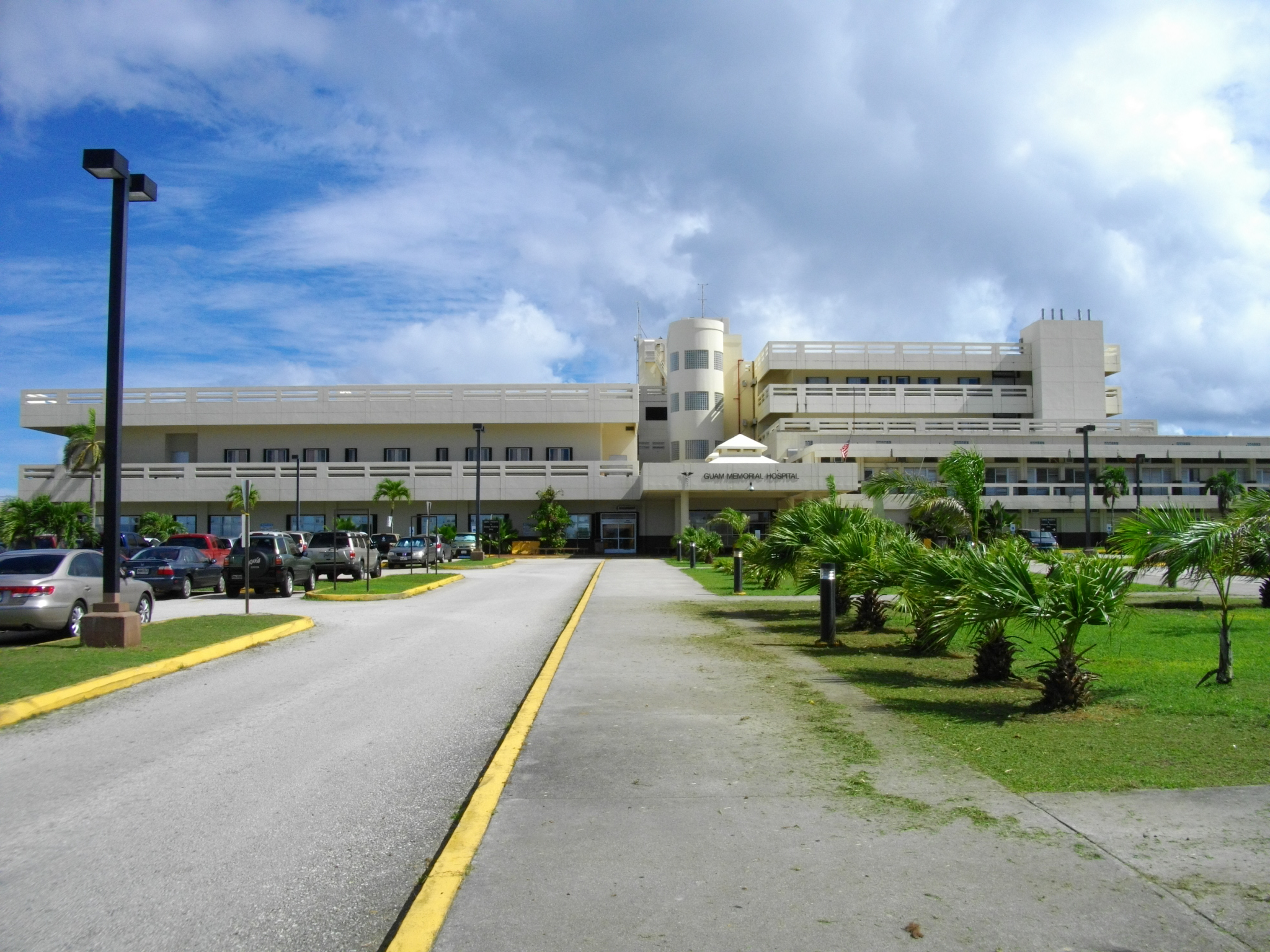
Hospital Memorial de Guam

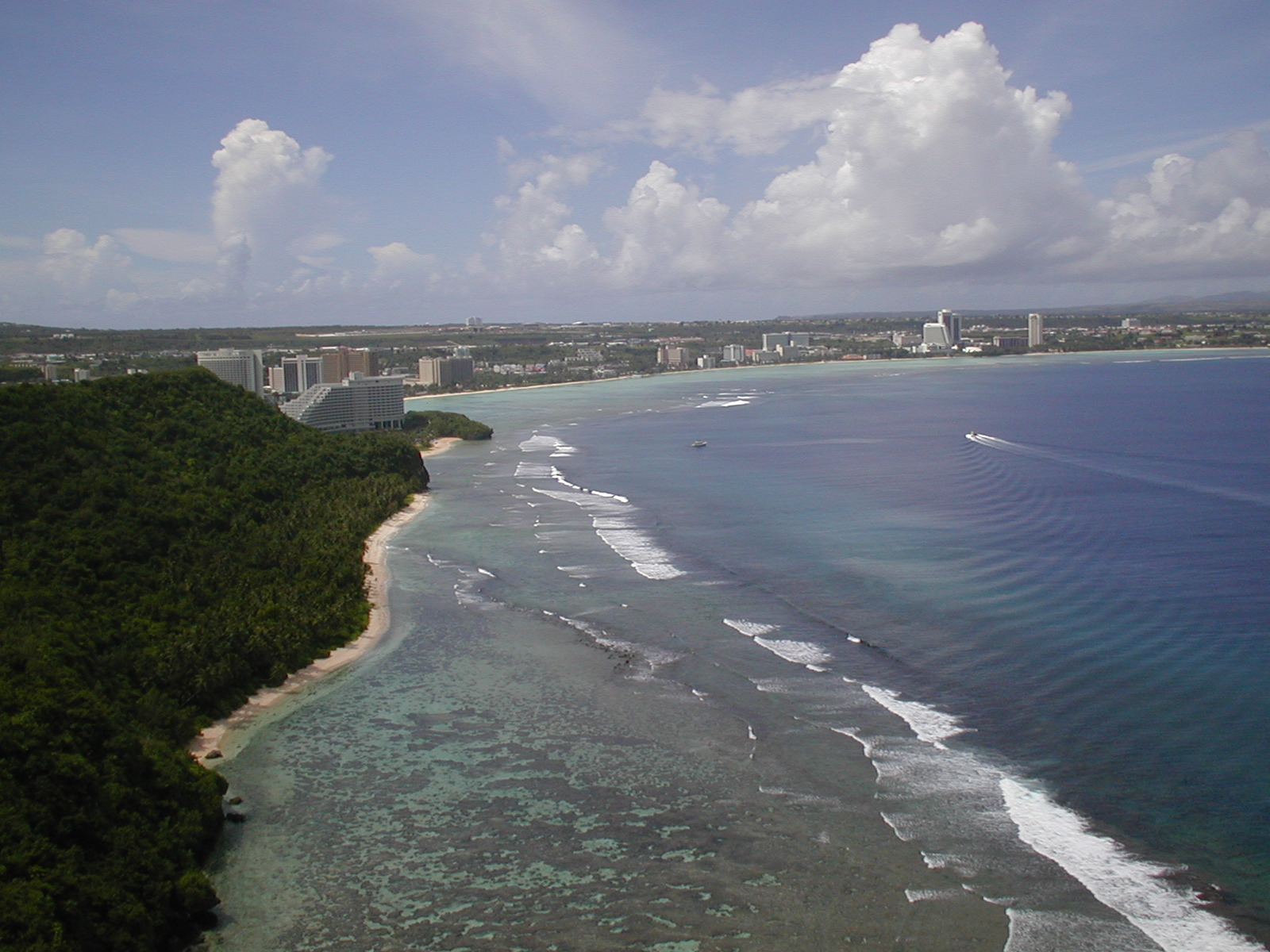
Vista de Tumón desde la punta "dos amantes"

| Comisionados           |                      |                 |
| Nombre                 | Comienzo del mandato | Fin del mandato |
| Simón A. Sánchez       | 1946                 | 1948            |
| José P. Castro         | 1948                 | 1957            |
| Eugenio I. San Nicolás | 1957                 | 1963            |
| Gregorio A. Calvo      | 1965                 | 1973            |

| Alcaldes                   |             |                      |                    |
| Nombre                     | Partido     | Comienzo del mandato | Fin del mandato    |
| Gregorio A. Calvo          | Republicano | 1 de enero de 1973   | 7 de enero de 1985 |
| Alfredo C. Dungca          | Demócrata   | 7 de enero de 1985   | 6 de enero de 1997 |
| Luis S.N. Herrero          | Demócrata   | 6 de enero de 1997   | 1 de enero de 2001 |
| Concepción "Connie" Dueñas | Republicano | 1 de enero de 2001   | 3 de enero de 2005 |
| Francisco "Frank" C. Blas  | Republicano | 3 de enero de 2005   | 7 de enero de 2013 |
| Luisa Rivera               | Republicano | 7 de enero de 2013   | presente           |

| Vicealcaldes             |             |                      |                       |
| Nombre                   | Partido     | Comienzo del mandato | Fin del mandato       |
| María S.N. León Guerrero | Republicano | 1 de enero de 1973   | 3 de enero de 1977    |
| Alfredo C. Dungca        | Republicano | 3 de enero de 1977   | 7 de enero de 1985    |
| Pedro S. Calvo           | Demócrata   | 7 de enero de 1985   | 2 de enero de 1989    |
| Teresita C. Borja        | Demócrata   | 2 de enero de 1989   | 6 de enero de 1997    |
| Concepción M. Dueñas     | Republicano | 6 de enero de 1997   | 1 de enero de 2001    |
| Nancy León Guerrero      | Republicano | 1 de enero de 2001   | 3 de enero de 2005    |
| Luisa Rivera             | Republicano | 3 de enero de 2005   | 7 de enero de 2013    |
| Kenneth Santos           | Republicano | 7 de enero de 2013   | 30 de octubre de 2020 |
| Albert Toves             | Republicano | 4 de enero de 2021   | presente              |